# 山梨県道306号田中勝沼線
山梨県道306号田中勝沼線（やまなしけんどう306ごう たなかかつぬません）は、山梨県笛吹市と甲州市を結ぶ一般県道である。

## 概要

### 路線データ
- 起点：山梨県笛吹市一宮町田中（日川橋南交差点＝国道411号交点、山梨県道211号山梨笛吹線交点）
- 終点：山梨県甲州市勝沼町上岩崎（国道20号勝沼バイパス交点）

## 通過する自治体
- 山梨県
  - 笛吹市 - 甲州市

## 交差・接続する道路
- 国道411号（笛吹市一宮町田中・日川橋南交差点）
- 山梨県道211号山梨笛吹線（同上）
- 山梨県道303号市之蔵山梨線（笛吹市一宮町中尾・相興交差点）
- 山梨県道34号白井甲州線（甲州市勝沼町上岩崎・上岩崎交差点）
- 国道20号勝沼バイパス（甲州市勝沼町上岩崎）

## 周辺
- 笛吹市立一宮北小学校
- 下岩崎郵便局
- 甲州市立祝小学校